# Buena Vista, Soledad Atzompa
Buena Vista är en ort i Mexiko.   Den ligger i kommunen Soledad Atzompa och delstaten Veracruz, i den sydöstra delen av landet, 220 km öster om huvudstaden Mexico City. Buena Vista ligger 2 175 meter över havet och antalet invånare är 325.
Terrängen runt Buena Vista är kuperad åt sydväst, men åt nordost är den bergig. Terrängen runt Buena Vista sluttar norrut. Runt Buena Vista är det ganska tätbefolkat, med 120 invånare per kvadratkilometer. Närmaste större samhälle är Orizaba, 12,8 km nordost om Buena Vista. I omgivningarna runt Buena Vista växer i huvudsak blandskog.